# Oleg Własow
Oleg Własow (ur. 1984) – rosyjski piłkarz, pomocnik.
Wychowanek drużyn obwodu leningradzkiego oraz petersburskiej Smieny.
Największe sukcesy odnosił w barwach Zenitu Petersburg, z którym w 2003 roku zdobył wicemistrzostwo Rosji i Puchar Priemjer-Ligi.